# Максиміліан Шванднер
Максиміліан Шванднер (нім. Maximilian Schwandner; 20 лютого 1881, Вайссенбург-у-Баварії — 11 квітня 1972, Зонтгофен) — німецький офіцер, генерал піхоти вермахту.

## Біографія
15 липня 1900 року вступив в Баварську армію. Учасник Першої світової війни. Після демобілізації армії залишений в рейхсвері. З 1 жовтня 1934 року — командир 20-ї піхотної дивізії (1 жовтня 1937 року переформована в 20-ту моторизовані дивізію). З 10 листопада 1938 року — генерал для особливих доручень в командуванні 8-го, з 5 березня 1940 року — 1-го армійського корпусу. З 1 червня по 24 жовтня 1940 року — командувач 10-м військовим округом. З 10 жовтня 1940 по 28 грудня 1941 року — командир 59-го командування особливого призначення і 59-го армійського корпусу. 30 серпня 1942 року звільнений у відставку.

## Звання
- Фанен-юнкер (15 липня 1900)
- Фенріх (8 лютого 1901)
- Лейтенант (9 березня 1902)
- Оберлейтенант (3 березня 1911)
- Гауптман (16 лютого 1914)
- Майор (1 квітня 1923) — патент від 1 липня 1921 року.
- Оберстлейтенант (1 лютого 1928)
- Оберст (1 лютого 1931)
- Генерал-майор (1 жовтня 1933)
- Генерал-лейтенант (1 травня 1935)
- Генерал піхоти запасу (1 вересня 1940)
- Генерал піхоти (1 грудня 1940)

## Нагороди
- Медаль принца-регента Луїтпольда
- Залізний хрест 2-го і 1-го класу
- Орден «За заслуги» (Баварія) 4-го класу з мечами
- Хрест «За вислугу років» (Баварія) 2-го класу (24 роки)
- Почесний хрест ветерана війни з мечами
- Медаль «За вислугу років у Вермахті» 4-го, 3-го, 2-го і 1-го класу (25 років)
- Медаль «У пам'ять 1 жовтня 1938»
- Хрест Воєнних заслуг
  - 2-го класу з мечами (1 жовтня 1940)
  - 1-го класу з мечами (12 грудня 1940)